# Blücherdenkmal (Rostock)

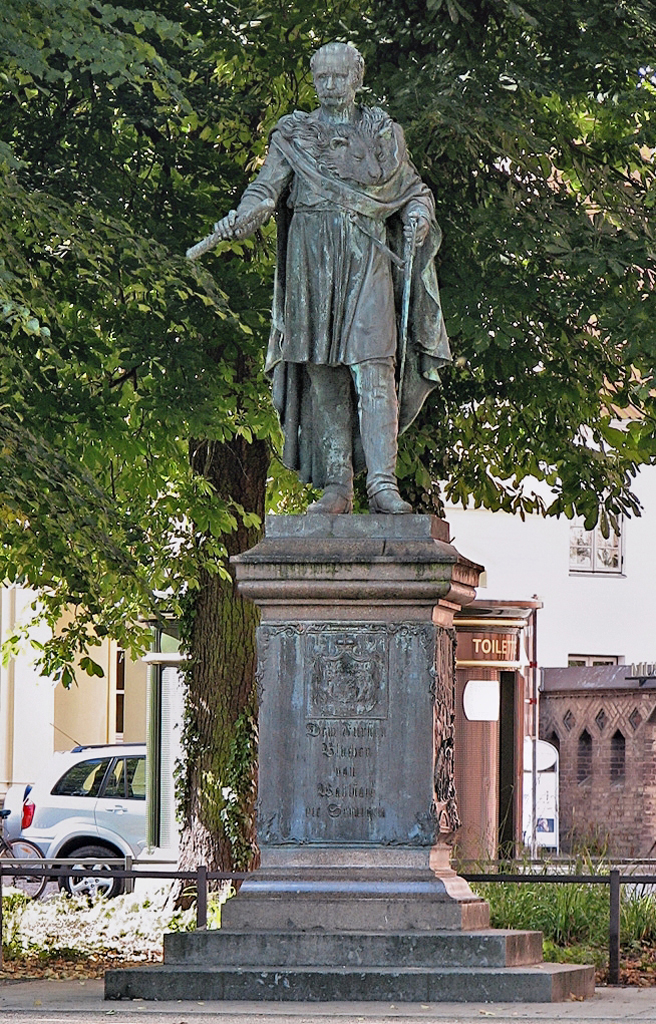
Blücherdenkmal in Rostock

Das Blücherdenkmal in Rostock erinnert an Gebhard Leberecht von Blücher, den in Rostock geborenen Feldherrn der antinapoleonischen Befreiungskriege. Die Bronzefigur steht auf einem Sockel, dessen vier Seiten mit Bronzereliefs versehen sind. Das Denkmal zu Ehren von Rostocks erstem Ehrenbürger wurde am 26. August 1819 auf dem Hopfenmarkt (dem heutigen Universitätsplatz) enthüllt.

## Gestaltung
Die überlebensgroße Statue Blüchers zeigt den Feldmarschall ohne Kopfbedeckung, mit wallendem Mantel, auf der Brust ein Löwenfell mit Kopf. In der rechten Hand trägt Blücher den Marschallstab, in der Linken einen Pallasch der Husaren. Die Bronzereliefs zeigen 1. eine allegorische Darstellung der Schlacht von Ligny, in der Blücher mit dem Pferd stürzte, 2. eine allegorische Darstellung der Schlacht von Waterloo, 3. das Familienwappen Blüchers mit der Widmung Dem Fürsten Blücher von Wahlstatt Die Seinigen, und 4. einen Spruch von Goethe.

## Geschichte

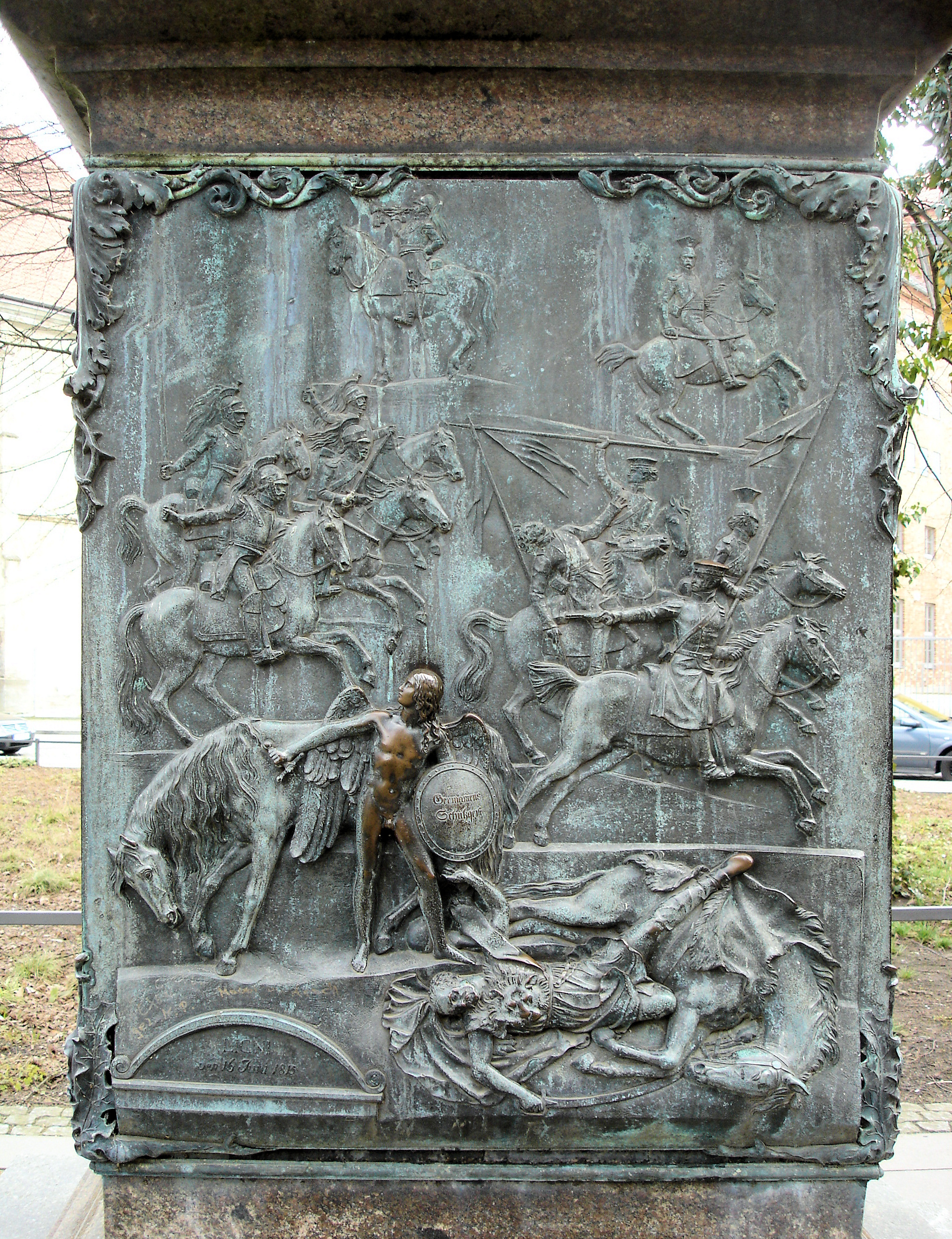
Bronzerelief mit der Schlacht von Ligny

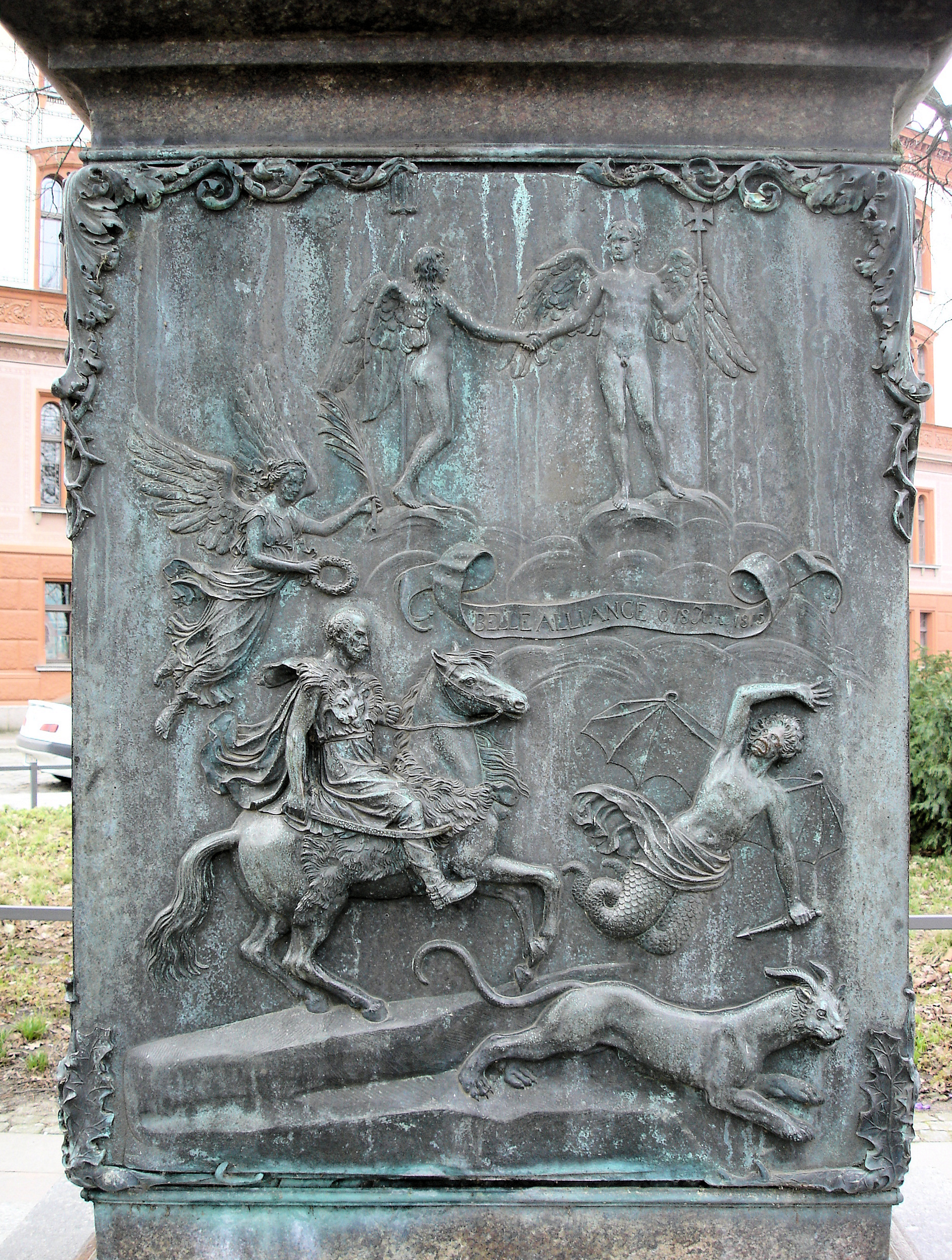
Bronzerelief mit der Schlacht von Waterloo

In der Zeitung Hamburgische Unpartheyische Correspondent erschien am 22. Juli 1814 ein Artikel, in dem über den Plan der Stadt Rostock berichtet wurde, Blücher ein Denkmal zu errichten. Auch von der großen Zustimmung in der Bevölkerung war die Rede und darüber, dass die Kaufleute der Stadt bereits 2500 Taler gesammelt hätten. Diese Meldung wurde von anderen Blättern übernommen und verbreitet. Blücher bedankte sich in einem Schreiben vom 19. August 1814 für diese Ehre. Er schrieb an die Stadtväter: Aus den öffentlichen Blättern ersehe ich, daß die von mir so innig geliebte Vaterstadt sich meiner erinnert. Ich finde nicht Worte, Ihnen, Hochverehrte Herrn, und den sämtlichen Einwohnern von Rostock meinen Danck so auszudrücken, wie ihn mein Herz fühlt.
In Rostock war von diesem Plan nichts bekannt, die Meldung der Zeitungen frei erfunden. Durch den entstandenen öffentlichen Druck wandte sich der Rat an die Fürstenhäuser von Mecklenburg-Schwerin, Mecklenburg-Strelitz und an die Landesversammlung. Nach deren Zustimmung zum Bau und der Zusage der Finanzierung im Dezember 1814 wurde der Berliner Bildhauer Johann Gottfried Schadow mit dem Entwurf beauftragt. Die Leitung des Baus hatte der badische Kammerherr August Claus von Preen. Schadow zog zur Konzeption des Kunstwerks Johann Wolfgang von Goethe zu Rate, der auf Bitten des Rostocker Rates den Spruch schrieb, der auf einer der Bronzetafeln des Sockels zu lesen ist:
In Harren und Krieg,
In Sturz und Sieg
Bewußt und groß,
So riß er uns
Von Feinden los.
Der Granitsockel wurde in der ehemaligen Schleifmühle in Schwerin gefertigt, die Statue in der Berliner Werkstatt Schadows, in der damals neuen Monumentalerzgusstechnik. Der Kopf wurde nach einer Büste modelliert, die Christian Daniel Rauch nach dem lebenden Vorbild gestaltet hatte. Das Denkmal wurde in eine Grünanlage in der Mitte des Platzes errichtet und von einem Ziergitter eingefasst. 1938 wurde bei der Umgestaltung des Platzes eine Umsetzung notwendig. Seither steht das Denkmal südwestlich seines ursprünglichen Standortes und ist frei zugänglich.
Das Fest mit der feierlichen Enthüllung des Denkmals fand am 26. August 1819 statt, dem Jahrestag der Schlacht an der Katzbach. Der Einladung zur Einweihung konnte Blücher wegen einer Erkrankung nicht mehr folgen. Er starb bereits zwei Wochen später. Auch Schadow blieb der Veranstaltung wegen einer Erkrankung fern, er hielt sich zur Genesung in Warnemünde auf. Goethe erreichte die Einladung zu spät und Großherzog Friedrich Franz I. entschuldigte sich wegen zu vieler Geschäfte und wirklich vorhandener Unpäßlichkeit. Der Hopfenmarkt wurde kurz darauf in Blücherplatz umbenannt.
Im Jahr 1938 wurde das Denkmal um einige Meter versetzt und dabei gedreht. Gleichzeitig wurde der Schutzzaun entfernt. Vor der seit 1940 für die Rüstung durchgeführten Metallspende des deutschen Volkes war das Blücherdenkmal als historisch und künstlerisch wertvoll durch Entscheid des Reichsministers für Wissenschaft, Erziehung und Volksbildung vom 5. Mai 1942 verschont. Im Spätherbst jenes Jahres wurde das Standbild abgenommen und als Schutz vor Bombenangriffen in der Marienkirche eingemauert. Als die Rote Armee im April 1945 Rostock besetzte, sollte das Denkmal zerstört werden. Bruno Claußen, der Direktor der Universitätsbibliothek Rostock, ließ sich zum Kommandeur führen und erklärte ihm, dass Blücher in den Befreiungskriegen Verbündeter, „Kriegskamerad“ der Russen gewesen war. Das Denkmal blieb unberührt.